# Leki przeciwjaskrowe
Leki przeciwjaskrowe – leki stosowane w leczeniu jaskry. Celem ich działania jest obniżenie ciśnienia śródgałkowego, czyli przeciwdziałanie głównej przyczynie powstawania choroby. Ciśnienie to jest powodowane przez nadmierne wydzielanie, lub niewystarczający odpływ cieczy wodnistej oka. Leki te spowalniają i hamują postępowanie choroby, jednak nie mogą cofnąć zniszczenia komórek siatkówki i nerwu wzrokowego, jeśli takie zniszczenia już nastąpiły.

## Podział leków przeciwjaskrowych[1]

### Leki zmniejszające produkcję cieczy wodnistej

#### Leki beta-adrenolityczne
Podawane dospojówkowo zmniejszają ciśnienie śródgałkowe o 20–30%. Działają nie tylko przez zmniejszanie produkcji cieczy wodnistej w oku, ale również zwiększają jej odpływ drogą naczyniówkowo-twardówkową. Mogą być stosowane we wszystkich typach jaskry i są obecnie uważane za leki pierwszego rzutu (podaje się je w pierwszej kolejności, jeśli nie ma przeciwwskazań).
Przykłady: 
- tymolol − nazwy handlowe: Timohexal (niedostępny w Polsce), Cusimolol, Timoptic, Oftensin, Timo-Comod[2]
- betaksolol − nazwy handlowe: Betoptic, Kerlone (niedostępny w Polsce), Opibetol, Betabion (niedostępny w Polsce)[3]
- metypranolol – nazwa handlowa: Betamann (niedostępny w Polsce)
- karteolol − nazwy handlowe: Arteoptic (niedostępny w Polsce), Carteabak (niedostępny w Polsce), Carteol LP[4]

#### Inhibitory anhydrazy węglanowej
Działają na wyrostki rzęskowe, w których upośledzają wytwarzanie cieczy wodnistej, przez spowalnianie wytwarzania jonu wodorowęglanowego (HCO3–) i transportu jonów sodu (Na+). Leki te mogą niebezpiecznie obniżać poziom potasu we krwi.
Przykłady: 
- brynzolamid − nazwa handlowa: Azopt, Brinzolamide Gynoptim, Optilamid[5]
- dorzolamid − nazwy handlowe: Dorzolamid Stada, Nodofree, Nodom, Oftidor, Rozalin, Trusopt, Vizidor[6]
- acetazolamid (podawany dożylnie lub doustnie w atakach jaskry) − nazwy handlowe: Diuramid, Diamox

Wykazano, że obniżenie ciśnienia śródgałkowego w przebiegu jaskry normalnego ciśnienia za pomocą terapii łączącej dorzolamid i tymolol jest bezpieczne i skuteczne.

#### Agonistyreceptorów α2-adrenergicznych (α2-mimetyki)
Pobudzają receptory α2-adrenergiczne zapobiegając gwałtownym wzrostom ciśnienia śródgałkowego.
Przykłady leków: 
- apraklonidyna(inne języki)
- brymonidyna – nazwy handlowe: Alphagan, Biprolast, Briglau, Briglau Free, Luxfen, Oculobrim[8]

### Leki zwiększające odpływ cieczy wodnistej

#### Analogiprostaglandyni prostamidy
Obniżają ciśnienie śródgałkowe o 25–35%, zwiększając odpływ nadmiaru cieczy drogą naczyniówkowo-twardówkową. Są lekami pierwszego rzutu, podobnie jak beta-blokery, jednak nie są zalecane w niektórych rodzajach jaskry (np. w jaskrze zapalnej).
Przykłady: 
- latanoprost – nazwy handlowe: Akistan, Latalux, Latanoprost Gynoptim, Monoprost, Rozaprost, Vizilatan, Xalatan, Xalofree, Xaloptic[9]
- trawoprost(inne języki) – nazwa handlowa: Rozatrav, Travatan, Travoprost Gynoptim, Vizatrav[10]
- bimatoprost – nazwa handlowa: Bimaroz, Bimican, Bimifree, Lumigan, Vizibim[11]

#### Parasympatykomimetyki(agonisty receptorów muskarynowych)
Pobudzając receptory muskarynowe zwężają źrenice, co powoduje zwiększenie kąta przesączania i ułatwienie odpływu cieczy wodnistej. Mogą jednak powodować zawężenie pola widzenia i zaburzenia akomodacji.
Przykład leku: pilokarpina.
Preparaty złożone (zawierające więcej niż jeden lek przeciwjaskrowy):
Cosopt (tymolol + dorzolamid), Xalacom (tymolol + latanoprost),  Combigan (brymonidyna + tymolol)

### Leki osmotyczne
Stosuje się je w opanowywaniu ostrych ataków jaskry. Szybko odwadniają ciało szkliste oka przez nagłe zwiększenie osmolarności krwi. Przykłady: mannitol, glicerol.